# Fumetti Disney
Per fumetti Disney si intendono quei fumetti incentrati sui personaggi creati da Walt Disney e dai suoi collaboratori come Topolino, Paperino e Paperon de' Paperoni fra i principali. Esordirono negli Stati Uniti d'America negli anni trenta in forma di strisce giornaliere e poi anche come tavole domenicali sui giornali ai quali seguirono poi edizioni anche nel formato pocket o tascabile in alcune pubblicazioni specializzate edite dalla Western Publishing come Walt Disney's Comics and Stories o Uncle Scrooge negli anni quaranta. Dagli anni trenta vennero esportati in Europa dove vennero pubblicati in diverse lingue e la concessione di licenze  - ma in qualche caso ci sono state anche riproduzioni non autorizzate - ha consentito lo sviluppo nei diversi paesi di scuole autonome di autori locali di fumetti; fra gli esempi più noti Romano Scarpa, della scuola italiana, che ha lavorato principalmente per produzioni italiane poi tradotte in molte altre lingue; inoltre l'Italia è il paese in cui si sono realizzate più pubblicazioni in assoluto.
Negli Stati Uniti sono stati pubblicati in formato comic book dal 1940 dalla Western Publishing, mentre in Europa fra i principali editori ci sono, in Danimarca la Egmont e in Italia, per oltre cinquanta anni, la Mondadori.
Nel 1992 è nato un database, INDUCKS, disponibile online gratuitamente per catalogare e indicizzare i fumetti della Disney pubblicati nel mondo; questo database elenca le testate, le storie, i personaggi, gli autori e le date ed è possibile consultarlo anche attraverso un motore di ricerca che viene aggiornato periodicamente ed è disponibile in una dozzina di lingue.

## Storia editoriale

### Stati Uniti d'America
Alcuni dei più noti sceneggiatori e disegnatori dei fumetti Disney, elencati in ordine alfabetico:
- Carl Barks (1901–2000)
- Luciano Bottaro (1931–2006)
- Jack Bradbury (1914–2004)
- Daniel Branca (1951–2005)
- Giovan Battista Carpi (1927–1999)
- Giorgio Cavazzano (n. 1947)
- Arthur Faria Jr. (n. 1958)
- Manuel Gonzales (1913–1993)
- Floyd Gottfredson (1905–1986)
- Bob Gregory (1921–2003)
- Al Hubbard (1913–1984)
- Daan Jippes (n. 1945)
- Bob Karp (1911–1975)
- Dick Moores (1909–1986)
- Paul Murry (1911–1989)
- Don Rosa (n. 1951)
- Marco Rota (n. 1942)
- Romano Scarpa (1927–2005)
- Tony Strobl (1915–1991)
- Al Taliaferro (1905–1969)
- Noel Van Horn (n. 1968)
- William Van Horn (n. 1939)
- Vicar (1934-2012)
- Bill Walsh (1913–1975)

#### Strisce quotidiane e tavole domenicali
La serie di fumetti a strisce incentrata su Topolino venne pubblicata giornalmente sui quotidiani dal 13 gennaio al 31 marzo 1930 - costituisce la storia nota come Lost on a Desert Island - venne disegnato da Ub Iwerks e Win Smith su testi dello stesso Walt Disney; in questa prima storia Topolino si perdeva in un'isola abitata da cannibali e animali selvatici. Le strisce furono poi ristampate in diversi paesi. La pubblicazione fu preceduta da un mini-fumetto con Topolino, ormai famoso per i cortometraggi, che ne preannunciava l'apparizione tutti i giorni su un quotidiano statunitense; curiosamente in questo mini-fumetto veniva presentato, come principale antagonista di Topolino, il gatto Tom, che però non comparve mai e venne sostituito nel suo ruolo da Pietro Gambadilegno. Una delle sue prime traduzioni fu in Svezia, con il titolo di Högtflygande planer; Musse Pigg, il nome svedese di Topolino, apparve sullo Stockholms Dagblad il 17 marzo 1930. Il 30 marzo uscì in Italia sulla Illustrazione del Popolo, un supplemento domenicale della Gazzetta del Popolo, come Le avventure di Topolino nella Giungla; questo settimanale pubblicò nel n. 23 un articolo su Iwerks presentandolo come il creatore di Topolino.
Negli Stati Uniti, subito dopo la conclusione della prima storia, il successivo 1º aprile iniziò la sequenza di strisce che compongono la storia nota come Death Valley, che Disney scrisse coadiuviato da Floyd Gottfredson, il quale fu tra i disegnatori insieme a Jack King e Win Smith; terminò il 20 settembre 1930, dopo 149 strisce. La serie fu ristampata in Italia con i titoli di Topolino e l'eredità di Minnie o Topolino nella Valle della Morte. La storia successiva fu Mr. Slicker and the Egg Robbers (Topolino e il bel gagà), scritta e disegnata da Gottfredson che si concluse il 26 dicembre, dopo 83 strisce. Queste prime storie sono avventure scanzonate, in linea con il personaggio che compare al cinema, sempre pronto al divertimento come un monello qualsiasi in una città rurale senza nome. Tale caratteristica sarà successivamente presente soprattutto nelle tavole domenicali, poiché a partire dal 1932 nelle strisce quotidiane il tono cambierà, virando verso l'avventura investigativa grazie principalmente a Floyd Gottfredson, il disegnatore che realizzò le strisce giornaliere del personaggio per oltre quaranta anni, fino al 1975.
Nel 1932 debuttarono sui quotidiani statunitensi della domenica le tavole domenicali di Topolino e delle Sinfonie allegre, entrambe composte da tre strisce di quattro vignette ciascuna; quelle di Topolino alternavano tavole autoconclusive a storie di lunghezza variabile fino al 1944 (Topolino e l'esperimento del dr. Trukk) mentre dal 1944 in poi vennero pubblicate solo tavole autoconclusive e vennero disegnate fino al 1938 da Floyd Gottfredson, e poi vennero affidate a Manuel Gonzales, talvolta sostituito da altri artisti come Bill Wright; le Sinfonie allegre invece avevano inizialmente come protagonista la coccinella Buci, che poi a partire dal 1934 lasciò il posto a vari personaggi della serie di cortometraggi Sinfonie allegre, come Max Leprotto e Tobia Tartaruga, Paperino (nella storia La gallinella saggia), l'elefantino Elmer e i tre porcellini, realizzate da Al Taliaferro.
La Disney nel 1936 decise di separare Paperino da Topolino e con la fine della storia Topolino nella casa dei fantasmi, Paperino scomparve dalle strisce e dalle tavole domenicali di Topolino, diventando titolare della tavola domenicale delle Sinfonie allegre: Silly Symphonies featuring Donald Duck. Comunque, oltre a Paperino, appariranno inizialmente personaggi dell'universo di Topolino come Pippo, Tip e Tap e Clarabella tranne Topolino stesso; solo con l'introduzione di nuovi personaggi comprimari come Qui, Quo, Qua, Paperina, Ciccio e Nonna Papera, gli universi dei due protagonisti si separarono definitivamente. La serie delle sinfonie allegre con Paperino si conclusero nel 1937 quando vennero sostituite dalla serie con Biancaneve e i sette nani.
Nel 1938 esordirono le strisce giornaliere di Paperino e, poco dopo, anche le tavole domenicali, entrambe disegnate da Al Taliaferro. Contemporaneamente le Sinfonie allegre presentarono le storie di altri personaggi come i tre porcellini, Pluto, Pinocchio, Penna Bianca e infine Josè Carioca e Panchito, due dei tre caballeros e vennero realizzate fino al 1945 sostituite dalle tavole domenicali di Fratel Coniglietto.

### Brasile
Storie realizzate in Brasile si commissione dell'editore Abril, sono state pubblicate fin dagli anni cinquanta, con artisti come Jorge Kato, ispirati da Carl Barks. Negli anni sessanta e settanta, Renato Canini disegnò una serie di storie in uno stile ispirato al design popolare dell'epoca sviluppando un universo attorno al personaggio di José Carioca, molto popolare in Brasile. Negli anni settanta e ottanta, Abril ha intensificato la produzione. A eccezione di José Carioca, i personaggi ricorrenti della produzione includevano Daisy (femminista girata) e Paperoga. Tra gli autori più prolifici, lo scrittore Arthur Faria Jr. e l'artista Irineu Soares Rodriguez. La testata O Pato Donald venne edita in formato comic book e poi tascabile. Alla fine degli anni novanta, la produzione brasiliana si interruppe per ricominciare per un breve periodo negli anni 2000; dopo un'assenza di quasi dieci anni, la produzione ha ripreso alla fine del 2012. La produzione brasiliana è anche noto per aver mantenuto molti personaggi in gran parte dimenticati altrove. José ha pubblicato un fumetto da Editora Abril tra il 1961 e il 2018, nel 2019, i fumetti Disney hanno iniziato a essere pubblicati da Culturama, a settembre 2020, il pappagallo avrà di nuovo storie prodotte in Brasile, pubblicate sulla rivista Aventuras Disney, pubblicato di Culturama.

### Danimarca
L'editore danese Egmont (in precedenza Gutenberghus) ha realizzato una delle maggiori produzioni di fumetti Disney al mondo non limitata alla sola Danimarca ma realizzando edizioni quasi identiche pubblicate simultaneamente in altri paesi nordeuropei come la Germania, e dopo caduta del muro di Berlino, anche nell'Europa dell'Est. La società danese iniziò a pubblicare le proprie serie nei primi anni sessanta con l'apporto soprattutto di artisti stranieri come i sudamericani Vicar e Daniel Branca e persino statunitensi come Don Rosa e William Van Horn.

### Francia
Le storie prodotte in Francia esordirono nel 1952 con la testata Journal de Mickey, con storie realizzate dal disegnatore Louis Santel (Tenas) e scritte da Pierre Fallot. Dopo alcuni numeri iniziò una nuova serie (Mickey à travers les siècles) proseguita fino al 1978, disegnata quasi interamente da Pierre Nicolas e scritta da Fallot e Jean-Michel le Corfec.
Più tardi, all'inizio degli anni ottanta, iniziò una nuova produzione ad opera degli autori Patrice Valli e Pierre Nicolas incentrata sui personaggi di Topolino, zio Paperone e Paperino. Tra i migliori artisti si ricorda Claude Marin, Claude Chebille (noto come Gen-Clo), e artisti italiani come Giorgio Cavazzano. Alcuni dei migliori scrittori furono Michel Motti e Pierre-Yves Gabrion. Dalla fine degli anni ottanta in poi, un numero crescente di artisti spagnoli dello studio Comicup si è occupata della realizzazione grafica di storie scritte da autori francesi.

### Germania
Anche se Mickey Mouse era già famoso in Germania dai tempi della sua prima apparizione nei cinema nel 1929, nessuna serie a fumetti vi è stata mai prodotto fino agli anni cinquanta. Durante gli anni trenta vennero pubblicati fumetti di importazione su alcuni giornali tedeschi come il Kölner Illustrierte Zeitung. L'unica pubblicazione regolare in lingua tedesca fu la svizzera Micky Maus Zeitung pubblicata da Bollmann nel 1937, ma durò solo 18 numeri e con l'avvento del regime nazista non vennero più pubblicati fumetti Disney. Dopo la Seconda Guerra Mondiale, nella Germania Ovest, l'Ehapa Verlag di Stoccarda, filiale della danese Egmont, iniziò nel settembre del 1951 la pubblicazione del mensile Micky Maus, in un formato simile a quello di Walt Disney's Comics and Stories presentando storie realizzate da Carl Barks; successivamente la testata divenne settimanale e poi venne rinominata Micky Maus Magazin che divenne la più longeva testata a fumetti tedesca oltre che ad aver raggiunto nel periodo di massimo successo, nei primi anni novanta, una tiratura di milione di copie a numero ogni settimana. Successivamente è sceso a circa 180 000 copie.
Molti altri titoli sono stati pubblicati dalla stessa azienda, in particolare Die tollsten Geschichten von Donald Duck (dal 1965), Lustige Taschenbuch (dal 1967) con principalmente storie italiane e molti altri.
Nella Germania orientale (1949-1990) non sono mai stati stampati fumetti di Disney.

### Italia
L'Italia, primo produttore di storie Disney secondo INDUCKS, ha sempre presentato un gran numero di pubblicazioni dedicate al mondo Disney.
Nel 1932 la Casa Editrice Nerbini fece esordire la testata Topolino che pubblicò all'inizio storie in rima senza nuvolette con l'omonimo protagonista; l'editore non si era però assicurato correttamente i diritti per la pubblicazione, cosicché la testata cambiò nome in Topo Lino, per poi riprendere il nome originario una volta regolarizzati i diritti. Anche dopo aver acquistato i diritti, ancora per qualche numero continuarono le storie realizzate in Italia con il personaggio, questa volta autorizzati dalla Disney americana. Nel 1934 Giorgio Scudellari aggiunse tre strisce alla storia Topolino nell'isola misteriosa per correggere alcune incongruenze della storia. Nel 1937 nacque infine il giornale Paperino, ad opera di Federico Pedrocchi: la testata ospitava una o due pagine di storie italiane della Disney a puntate scritte da Pedrocchi; una conteneva una storia a puntate a Paperino mentre l'altra aveva come protagonisti Pippo o i sette nani. Gli Albi d'Oro pubblicarono inoltre due storie italiane, sempre di Pedrocchi: Clarabella tra gli artigli del diavolo nero e Paperino e la pietra filosofale.
Dopo la Nerbini, la produzione è stata gestita dalla Mondadori dal 1935 al 1988, quando è subentrata la Disney Italia, la quale nel 2013 ha ceduto il ramo d'azienda delle sue riviste a Panini Comics. Topolino è la principale pubblicazione italiana di Disney, edita nel formato giornale dal 1932 al 1949 e dopo in formato libretto, pubblicato per oltre 3000 numeri con storie scritte e disegnate da artisti italiani ogni settimana dal 1949; ad essa si aggiungono riviste a cadenza mensile che propongono storie edite o anche produzioni estere inedite. Secondo il database INDUCKS, il numero di storie di Disney prodotte e pubblicate in Italia è molto più grande che negli Stati Uniti, ed esse sono tradotte regolarmente in altre lingue europee.
L'Italia ha introdotto diversi nuovi personaggi all'universo Disney, tra cui l'alter ego di Paperino, Paperinik, e Brigitta McBridge, amore non corrisposto da Zio Paperone.
Tra le pubblicazioni troviamo Collana Carosello (1957), Gli albi tascabili di Topolino (1948), collane da collezionisti come Le grandi storie (1966) ed Il Topolino d'oro (1970), realizzate da editori specializzati come ANAF, Comic Art, Traverso, IF Edizioni. Non si possono dimenticare, poi, Nel Regno di Topolino (1935), o gli illustri Albi d'Oro, che più tardi diverranno gli Almanacco Topolino, e i simili Albi della Rosa (che più tardi diverranno Gli Albi di Topolino) e che hanno fatto da base per le successive riviste non-Disney Albi del Falco, con le storie di Superman, Batman, Hawkman (il Falco del titolo) e degli altri supereroi DC Comics, e Albi di Pecos Bill. Non dimentichiamo, infine, la serie dei Classici di Walt Disney, con le ristampe delle storie classiche, generalmente in origine albi monotematici con tavole di raccordo tra una storia e l'altra, e la quasi gemella I Grandi Classici Disney.
Alcune testate (in ordine alfabetico)
- Albi d'Oro
- Albi della Rosa
- Albi tascabili di Topolino
- Almanacco Topolino
- Disney Big
- Disney Collection
- Disney MEGAzine
- Disney Video Parade
- Duck Tales
- Estatissima
- Gli Albi di Topolino
- Gli Anni d'Oro di Topolino
- GM-Giovani Marmotte e Il Manuale delle Giovani Marmotte
- I Classici della Letteratura Disney
- I Classici di Walt Disney
- I gialli di Topolino
- I Grandi Classici Disney
- I Maestri Disney
- I Tesori Disney
- Il Club dei Supereroi
- Il Topolino d'oro
- Kylion
- La grande dinastia dei paperi
- Le Grandi Parodie Disney
- Le grandi saghe
- Le Imperdibili Disney
- Mega 2000
- Mega 3000
- Mega Almanacco
- Mickey Mouse Mystery Magazine
- Minni amica del cuore
- Minni Mag.
- Minni & Company
- Miti Mondadori
- Monster Allergy
- Natalissimo
- Paper Fantasy
- Paperinik (periodico)
- Paperino (periodico)
- Paperino d'oro
- Paperino e...
- Paperino e altre avventure
- Paperino Mese (formato grande)
- Paperino Mese (formato piccolo)
- Paperino & C.
- Paperino & Friends
- Papersera
- PK - Paperinik New Adventures
- PK²
- PK - Pikappa
- Pocket Love
- PP8 - Paperino Paperotto
- Primaverissima
- Raccolta Topolino
- Ridi Topolino
- Super Almanacco Paperino
- Supermiti Mondadori
- Tascabilone
- Topolino (giornale)
- Topolino (libretto)
- Topolino Adventure
- Topolino d'Oro
- Topolino Fuoriserie
- Topolino Story
- Topomistery
- Topostorie
- Uack!
- W.I.T.C.H.
- X-Mickey
- Zio Paperone (periodico 1987)
- Zio Paperone (periodico 2018)

### Jugoslavia
Anche in Jugoslavia vennero realizzate storie Disney. In esse però Topolino e gli altri personaggi della Disney interagivano con personaggi non Disney come Braccio di Ferro, Stanlio e Ollio, Greta Garbo, Felix the Cat, Betty Boop e Charlie Chaplin.
La testata più famosa era "Mika Miš" che ebbe 505 numeri.
Nei primi cento le storie erano principalmente di autori serbi.

### Paesi Bassi
Anche i Paesi Bassi hanno una significativa scuola di fumetti Disney. I primi esordirono nel 1953 editi da Sanoma. Nel 1975, Daan Jippes è diventato direttore artistico per la produzione di questi fumetti e ha creato una linea fortemente ispirata a Barks che rimane il più noto stile Disney olandese. Sanoma produce anche fumetti con personaggi meno conosciuti come Li'l Bad Wolf.

### Regno Unito
Contemporaneamente anche in Inghilterra si realizzavano storie Disney autoprodotte. Già nel 1930 nacque il Mickey Mouse Annual, una pubblicazione a cadenza annuale che pubblicava numerose strisce a fumetti di Haughton. Nel 1936 nacque infine il Mickey Mouse Weekly, una pubblicazione settimanale. Esso ospitava una storia a puntate con protagonisti Pippo e Tobia detective (disegnata da Haughton) e un'altra storia (sempre a puntate) con protagonisti Paperino e il marinaio Mac (in Italia ribattezzato Ciccio Sbronza e trasformato in un baronetto). Le storie di Paperino britanniche (realizzate da Ward) sono, insieme a quelle di Pedrocchi, le prime ad ampio respiro con protagonista il papero in marinaretta.

## Principali editori
Nomi delle pubblicazioni simili a «Topolino» in diverse lingue:
- Danese: Jumbobog
- Finlandese: Aku Ankan Taskukirja
- Tedesco: Micky Maus
- Islandese: Myndasögusyrpa
- Norvegese: Donald Pocket
- Svedese: Kalle Ankas Pocket
- Olandese: Donald Duck Pocket

Principali editori, per luogo di pubblicazione:
- - Strip quotidiane e pubblicazioni settimanali: King Features Syndicate
  - Comic-books americani: KK, Western, Dell, Marvel Comics, Acclaim, SLG, Another Rainbow (Gladstone), Gemstone
  - Disney Publishing
- Casa Editrice Nerbini / Mondadori / Disney Italia / Panini Comics
- Ehapa
- Gutenberghus / Egmont
- Édi-Monde / Disney Hachette Presse
- Abril
- Oberon / GP / VNU